# Каратаев, Афанасий Тимофеевич
Афанасий Тимофеевич Каратаев (1924—1945) — советский военный, участник Великой Отечественной войны, помощник командира взвода 180-го гвардейского стрелкового полка (60-я гвардейская стрелковая дивизия, 5-я ударная армия, 1-й Белорусский фронт), комсомолец, гвардии старший сержант. Герой Советского Союза (1945).

## Биография
Родился в 1924 году на хуторе Семерниково (ныне вошел в город Ростов-на-Дону).
Окончил начальную школу (ныне МАОУ СОШ № 77 г. Ростов-на-Дону).
На фронте Великой Отечественной войны — с февраля 1943 года.
Когда гитлеровцы оккупировали Ростов, Афанасия, как и многих других подростков, угнали в Германию. Но он сумел на Украине бежать из эшелона и вернулся домой. Рад был, что после изгнания оккупантов его призвали в армию. Боевое крещение Каратаев получил неподалёку от дома, под Таганрогом. Здесь был впервые ранен, лечился в ростовском госпитале.
Помощник командира взвода гвардии старший сержант А. Т. Каратаев 14 января 1945 года в ходе боев на территории Польши у населённого пункта Магнушев уничтожил немецкий вкопанный танк и дзот, десятки гитлеровцев. Был ранен, но продолжал командовать взводом. Друзья вынесли его с поля боя, но спасти героя не удалось. 16 января 1945 года Каратаев скончался.
Из наградного листа к званию Героя Советского Союза: 

Во время прорыва обороны противника 14.1.1945 года на левобережном плацдарме реки Вислы в районе Зап. Магнушев 1 стрелковая рота, действуя на высоте 142.2 от яростного сопротивления противника залегла.
Здесь противник сосредоточил сильные огневые средства, обстреливая роту пулемётным огнём из трёх ДЗОТов и ведя артогонь прямой наводкой из вкопанного в землю танка «Тигр».
Помкомвзвода — гвардии старший сержант Каратаев, действуя на правом фланге, проявил находчивость и храбрость, сам лично под ураганным огнём переползал от одного к другому бойцу, мобилизуя их на штурм вражеских укреплений.
Рискуя своей жизнью, тов. Каратаев со связкой ручных гранат и тремя противотанковыми гранатами подполз к зарытому танку «Тигр», забросал его гранатами и тем самым вывел из строя пушку. Прислугу танка расстрелял из автомата. Стремительно подбежал к ДЗОТу противника, неподалёку расположенного от танка, забросал амбразуру гранатами, уничтожив вражеский пулемёт с прислугой.
По его зову бойцы, увлеченные героическими подвигами, поднялись и стремительным броском ворвались в траншеи противника, завязав рукопашный бой, противник, не выдержав нашего нажима, начал в панике отступать. Во время этого боя тов. Каратаев был ранен, но не ушёл с поля боя, продолжал расстреливать отступающего врага, уничтожив при этом 5 немцев, увлекая своими героическими примерами бойцов роты на подвиги и только, когда он потерял сознание от ранее нанесенной раны, был вынесен с поля боя.
За образцовое выполнение боевых заданий командования на фронте борьбы с немецкими оккупантами и проявленные при этом мужество и геройство тов. Каратаев достоин присвоения звания Героя Советского Союза.
Командир 180-го гвардейского стрелкового Краснознаменного полка гвардии майор Д. В. Кузов.
20 января 1945 года.
— 
Указом Президиума Верховного Совета СССР от 24 марта 1945 года за образцовое выполнение боевых заданий командования на фронте борьбы с немецкими захватчиками и проявленные при этом отвагу и геройство гвардии старшему сержанту Каратаеву Афанасию Тимофеевичу присвоено звание Героя Советского Союза (посмертно).

## Память
- Именем Героя названа улица Ростова-на-Дону, расположенная в Советском районе города.
- Именем Героя названа улица в Кировском районе города Новосибирска.
- бюст Каратаева А. Т. установлен на улице Совхозной в Советском районе Ростова-на-Дону[3][4].
- Мемориальная доска в память о Каратаеве установлена Российским военно-историческим обществом на здании Ростовской средней школы № 88, где он учился.

## Награды
- Медаль «Золотая Звезда» Героя Советского Союза (24.03.1945)[2].
- Орден Ленина[2].